# Arthur von Lüttwitz

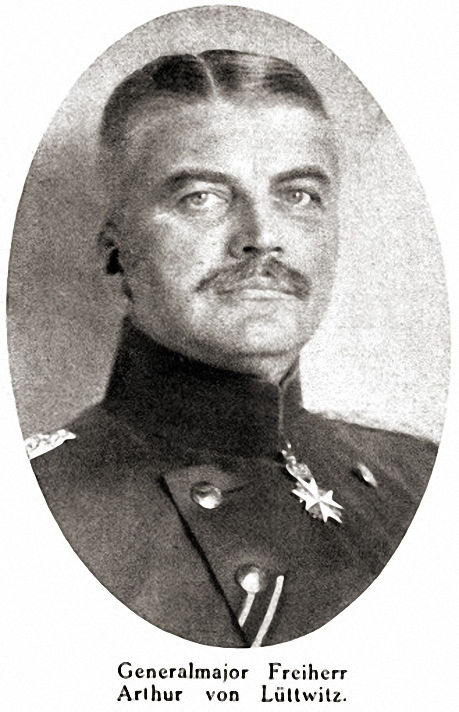
Arthur von Lüttwitz

Arthur Rudolph Freiherr von Lüttwitz (* 9. April 1865 auf Schloss Lodygowitz; † 6. Mai 1928 in Baden-Baden) war ein preußischer Generalleutnant sowie Militärattaché.

## Leben

### Familie
Arthur war der Sohn des Rittergutsbesitzers Max Freiherr von Lüttwitz († 1897) und dessen Ehefrau Irma, geborene von Gaal-Gyula (1840–1915). Er verheiratete sich 1892 mit der Amerikanerin Mary Curtis-Cary, die aus einer hochgestellten Familie in Cleveland (Ohio) stammte.
Mary Curtis-Cary geriet im März 1920 in führenden US-Zeitungen in die Schlagzeilen, weil amerikanische Reporter Arthur mit Walther von Lüttwitz verwechselten. Es hieß, der militärische Kopf des Kapp-Putsches sei mit ihr verheiratet; die New York Times machte dies sogar zum Teil ihrer Titel-Schlagzeile.

### Militärkarriere
Am 13. April 1882 trat Lüttwitz aus dem Kadettenkorps kommend als Sekondeleutnant in das Königin Elisabeth Garde-Grenadier-Regiment Nr. 3 der Preußischen Armee ein. Von Februar bis Oktober 1886 war Lüttwitz zur Schloßgardekompanie kommandiert, bevor er anschließend den Posten als Adjutant des Füsilier-Bataillons in seinem Stammregiment übernahm, den er bis Ende 1889 innehatte. Als Premierleutnant wurde Lüttwitz am 1. Oktober 1890 zur Kriegsakademie kommandiert, wo er bis Ende Juli 1893, knapp drei Jahre lang, zum Generalstabsoffizier ausgebildet wurde. Anschließend wurde er, mit Wirkung zum 1. April 1894, zum Großen Generalstab kommandiert, wo er im März 1895 zum Hauptmann befördert wurde. Im Generalstab war er unter anderem, ab März 1896 als Vermessungsdirigent in der Topographischen Abteilung tätig.
Im Mai 1898 wurde Lüttwitz als Militärattaché an die deutsche Botschaft in London entsandt, wo ihm die Pflege der militärischen Beziehungen des Reiches zum britischen Empire oblagen. In seiner Eigenschaft als Militärattaché durfte Lüttwitz vom Oktober 1899 an die Leitung der britischen Kriegsführung im Burenkrieg in ihrem Hauptquartier beobachten. Im Dezember 1900 wurde Lüttwitz, im Rang eines Major, als Militärattaché an die deutsche Botschaft in St. Petersburg versetzt, wo er bis Mitte 1904 tätig blieb. Nach seiner Rückkehr nach Deutschland wurde er im April 1906 zum Königin Augusta Garde-Grenadier-Regiment Nr. 4 kommandiert, dessen I. Bataillon er kommandierte. Im August 1907 kehrte Lüttwitz in den Großen Generalstab zurück, in dem er im März 1908 Abteilungschef wurde. Kurz darauf, Anfang Mai 1908, erfolgte seine Beförderung zum Oberstleutnant. Ende April 1911 wurde Lüttwitz zum Oberst befördert. Ab Oktober 1912 übernahm er das Kommando über das Infanterie-Regiment „Hamburg“ (2. Hanseatisches) Nr. 76. Mit der Beförderung zum Generalmajor wurde er am 22. April 1914 Kommandeur der 39. Infanterie-Brigade.
Nach dem Ausbruch des Ersten Weltkriegs wurde Lüttwitz am 1. August 1914 zur Obersten Heeresleitung versetzt. Bereits drei Wochen später wurde er zum deutschen Militärgouverneur von Brüssel berufen, wo er ab Oktober 1914 als Chef des Generalstabs im Generalgouvernement Belgien eingesetzt wurde. Ende November 1914 erhielt Lüttwitz das Kommando über die 38. Infanterie-Brigade. Wenige Monate später, Ende März 1915, übernahm er das Kommando über die 221. Infanterie-Brigade, um dann kurzzeitig, im August 1915, das Kommando über die 40. Infanterie-Brigade, und schließlich von Ende August 1915 bis April 1916 das Kommando über die 20. Division führte. In der Zeit von Ende April bis August 1916 war Lüttwitz stellvertretender Generalintendant des Feldheeres, bevor er am 21. August 1916 zum Generalintendant ernannt wurde.
Ab Januar 1917 übernahm Lüttwitz das Kommando über die 16. Division. Im Oktober 1917 leitete er die Abwehrkämpfe der Division im Frontabschnitt bei Poelkapelle und Paschendaele. In dieser Eigenschaft gelang es ihm, drei Angriffe britischen Einheiten, trotz schwerer Artillerieunterstützung, abzuwehren. Für diese Leistung, die nicht zuletzt Lüttwitzs Führung zugeschrieben wurde, erhielt er am 8. November 1917 der Orden Pour le Mérite verliehen.
Am 15. September 1918 wurde Lüttwitz mit dem Kommando über das XXXVIII. Reserve-Korps betraut. Zwei Wochen später erhielt er den Befehl, die Stellung an der Maas zu befestigen. Es folgte am 16. November 1918 seine Ernennung zum Kommandierenden General des Korps. Man stellte ihn dann am 13. Januar 1919 als Offizier von der Armee zunächst zur Verfügung und verabschiedete ihn schließlich am 3. Mai 1919 aus dem aktiven Dienst.
Nach seinem Ausscheiden aus der Armee ließ Lüttwitz sich in Baden-Baden nieder, wo er in der Ludwig-Wilhelm-Str. 3 wohnte.

### Auszeichnungen
- Roter Adlerorden III. Klasse mit der Schleife und Schwertern am Ringe mit Krone[9]
- Kronenorden III. Klasse[9]
- Rechtsritter des Johanniterordens[9]
- Preußisches Dienstauszeichnungskreuz[9]
- Ritter I. Klasse des Philipps-Ordens[9]
- Ritter des Ordens der Wendischen Krone[9]
- Komtur des Greifenordens[9]
- Ritter I. Klasse des Friedrichs-Ordens[9]
- Kommandeur II. Klasse des Dannebrogordens[9]
- Offizier des Ehrenlegion[9]
- Commander des Royal Victorian Order[9]
- Komtur des Ritterordens der Heiligen Mauritius und Lazarus[9]
- Orden der Eisernen Krone II. Klasse[9]
- Ritter des Militärordens San Bento de Aviz[9]
- Kommandeur des Sterns von Rumänien[9]
- Sankt-Stanislaus-Orden II. Klasse[9]
- Kommandeur des Schwertordens[9]

## Schriften
- Das Angriffs-Verfahren der Japaner im ostasiatischen Kriege 1904/05. Berlin 1906.
- Das Ulanen-Regiment Kaiser Alexander III. von Rußland (Westpreußen) Nr. 1. 1913-1920. Erinnerungsblätter deutscher Regimenter. Oldenburg 1932.